# Loi de Porson
La loi de Porson est une loi de métrique antique qui s'applique au trimètre iambique dans la tragédie grecque, mais aussi dans le drame satyrique. Elle ne s'applique pas au trimètre iambique dans la comédie grecque. Elle a été formulée par Richard Porson dans son édition critique de l’Hécube d’Euripide en 1802.
La loi stipule que si un mot non monosyllabique se termine sur le 9e élément d'un trimètre iambique, ce 9e élément doit être une syllabe courte.

## Différentes formulations de la loi
Étant donné qu’un trimètre iambique obéit au schéma métrique suivant :

```
  | X — ∪ — | X — ∪ — | 
X
 — ∪ — |
```

et que, dans ce schéma, il y a trois syllabes de longueur indifférente, marquées par le symbole X, la loi de Porson stipule que, si la troisième syllabe indifférente (c'est-à-dire le X en gras ci-dessus) est à la fois longue et suivie d'un saut de mot, alors il doit s'agir d'un monosyllabe.
Une version simplifiée de cette loi est fournie dans la Grammaire grecque de Goodwin (en) :

“Lorsque le trimètre tragique se termine par un mot formant crétique | — ∪ — |, celui-ci est régulièrement précédé d'une syllabe courte ou d'un monosyllabe.”
West l'énonce pour sa part différemment, pour tenir compte d'une situation rare non prise en compte par Porson, celle où la coupure de mot est suivie plutôt que précédée d'un monosyllabe :

“Lorsque la syllabe indifférente du troisième mètre est occupé par une syllabe longue, cette syllabe et la suivante appartiennent au même mot, à moins que l'une d'elles ne soit un monosyllabe.”
Ainsi, la loi de Porson ne s'applique pas lorsque le crétique est ouvert ou entièrement constitué par un enclitique ou une particule postpositive, le crétique final ne pouvant plus être considéré comme autonome : 

```
  | — — ∪ — | ∪ — ∪ — | — — ∪ — |

  ἀλλ 'ὡς τάχιστα, παῖδες, ὑμεῖς μὲν βάθρων

  « Donc, enfants, levez-vous du seuil »
[
6
]
```

NB : ὑμεῖς n'est pas un monosyllabe et se termine par une syllabe longue, μὲν est un enclitique.

## Exemples
```
  | — — ∪ — | — — ∪ — | ∪ — ∪ — |

  καὶ νῦν ἐπέγνως εὖ μ 'ἐπ' ἀνδρὶ δυσμενεῖ

  “Et maintenant tu as bien compris que [j'épiais] un ennemi”
[
7
]
```

NB : ἀνδρὶ n'est pas un monosyllabe et se termine par une syllabe brève.

Il y a, comme l'observe West, très peu de violations de la loi de Porson dans les tragédies grecques connues. Lorsque la tradition manuscrite transmet une ligne qui enfreint la loi de Porson, on doit même y voir une raison de soupçonner qu'elle est corrompue.
Par exemple, le premier vers d'Ion d'Euripide tel que transmis dans la principale source de la pièce, à savoir le manuscrit médiéval Laurentianus 32.2 (connu sous le nom de “L”), se lit comme suit :

```
  | ∪ — ∪ — | ∪ — ∪ — | — — ∪ — |

  Ἄτλας, ὁ χαλκέοισι νώτοις οὐρανὸν

  “Atlas, qui sur ses épaules d'airain [porte] le ciel”
[
8
]
```

Comme Porson lui-même l'avait déjà observé dans sa note au vers 347 de sa première édition (1797) de l'Hécube d' Euripide, ce vers en l’état est irrégulier, puisque -τοις dans νώτοις est long, qu’il apparaît à la troisième syllabe indifférente et qu’il est suivi de coupure de mot. Le vers enfreindrait donc la loi que Porson a formulée plus tard, et il est peu probable qu'Euripide l'ait écrit tel quel. Que la tradition manuscrite soit incorrecte se trouve être confirmé par une citation de ce vers dans un papyrus fragmentaire de Philodème. Le texte original exact de Philodème est incertain, mais il est reconstruit par Denys Page : ὁ χαλκέοισι οὐρανὸν νώτοις Ἄτλας (signifiant la même chose que la version de “L”), ordre des mots qui n'enfreint pas la loi de Porson, et peut donc être le texte correct. Cependant, d'autres chercheurs ont suggéré diverses autres possibilités quant à ce qu'Euripide aurait pu écrire à l'origine.
Dans la comédie grecque, cette loi n’a pas cours, ainsi qu’il ressort de cet exemple :

```
  | ∪ ∪ — ∪ — | ∪ ∪ — ∪ — | — — ∪ — |

  ὅτ 'ἐγὼ μὲν ὢν Διόνυσος, υἱὸς Σταμνίου

  […] que moi Dionysos, fils de Stamnios […]
[
11
]
```

NB : υἱὸς n'est pas un monosyllabe et se termine par une syllabe brève.

## Autres lois similaires
Plusieurs autres lois ou tendances similaires ont été découvertes depuis l'époque de Porson, telles que :
- la loi de Knox sur le trochée (on évite de placer un mot trochaïque aux positions 8 et 9 du trimètre iambique),
- la loi de Knox sur l’iambe (on évite de placer un mot iambique aux positions 9 et 10 du trimètre iambique),
- la loi de Wilamowitz (on évite de placer un mot spondaïque aux positions 9 et 10 du trimètre iambique),
- la loi des tétrasyllabes (on évite de placer un mot de schéma métrique | – – ∪ X | au début ou à la fin d'un vers).

Ces lois s'appliquent à différents styles ou périodes d'écriture iambique et trimétrique (les deux premières lois ci-dessus ne s'appliquent à la tragédie, par exemple). Les détails de ces contraintes et d'autres sur le trimètre sont donnés dans un article de 1981 dû à Andrew M. Devine et Lawrence D. Stephens.
Des lois similaires ont été découvertes dans l'hexamètre dactylique : si un mot s’y termine par le cinquième ou le quatrième pied, ce pied n'est presque jamais un spondée (– –). Le philologue W. Sidney Allen (en) a expliqué ces lois par le fait qu'il est possible que la dernière syllabe de n'importe quel mot grec si elle était longue ait pu impliquer un léger accent ; si tel est le cas, alors mettre un accent au premier élément du dernier mètre iambique, ou au deuxième élément du quatrième ou cinquième pied dactylique dans un hexamètre, aurait créé un conflit indésirable d'ictus et d'accent à la fin du vers.
Une autre hypothèse, soutenue par Devine et Stephens dans The Prosody of Greek Speech, est que certaines syllabes longues en grec auraient eu dans certains contextes une durée plus longue que d'autres, et que cela les a empêcher de constituer la syllabe indifférente du troisième mètre d'un trimètre.

## Le sénaire iambique
Dans l'équivalent latin du trimètre iambique, le sénaire iambique, la loi de Porson n'est pas observée, et des vers qui enfreignent la loi de Porson sont parfaitement possibles, comme celui-ci :

```
  
nām me͡us pătĕr īntūs nūnc ēst ēccum Jūppĭter

  | — — ∪ ∪ — | — — — — | — — ∪ — |

  “Or donc, mon père est là dans cette maison ; c'est Jupiter”
[
15
]
```

Des vers où il y a un conflit apparent entre ictus et accentuation des mots dans le dernier mètre, sont également courants, comme le suivant :

```
  
Āmphĭtrŭō, nātŭs Ārgīs ēx Ārgō pătre

  | — ∪ ∪ — — | ∪ — — — | — — ∪ — |

  “Amphitryon, né à Argos, d'un père argien”
[
16
]
```